# 米盛裕二
米盛 裕二（よねもり ゆうじ、1932年3月10日 - 2008年3月19日）は、日本の哲学者、琉球大学名誉教授。

## 略歴
沖縄出身。1955年、琉球大学卒業。1960年、オハイオ州立大学大学院博士課程修了。チャールズ・サンダース・パースの哲学を日本に紹介した。

## 著書
- 『パースの記号学』勁草書房、1981年。ISBN 9784326151240。
- 『アブダクション 仮説と発見の論理』勁草書房、2007年。ISBN 9784326153930。